# 교환 행렬
수학, 특히 선형 대수학에서 교환 행렬(Exchange matrix,역행 행렬 또는 표준 자기 순열이라고도 함)은 순열 행렬의 특별한 경우이고, 1의 값을갖는 원소는 역 대각선상에 있고 다른 모든 원소는 0인 경우이다. 즉, 항등행렬의 '행 반전'또는 '열 반전'버전이기도 하다.
{\displaystyle J_{2}={\begin{pmatrix}0&1\\1&0\end{pmatrix}},\quad J_{3}={\begin{pmatrix}0&0&1\\0&1&0\\1&0&0\end{pmatrix}},\quad J_{n}={\begin{pmatrix}0&0&\cdots &0&0&1\\0&0&\cdots &0&1&0\\0&0&\cdots &1&0&0\\\vdots &\vdots &&\vdots &\vdots &\vdots \\0&1&\cdots &0&0&0\\1&0&\cdots &0&0&0\end{pmatrix}}}

## 정의
J 가 n × n 교환 행렬 인 경우, J 의 원소들은 다음과 같이 정의된다.
{\displaystyle J_{i,j}={\begin{cases}1,&j=n-i+1\\0,&j\neq n-i+1\\\end{cases}}}

## 성질
- JT = J
- Jn = I 은 짝수 n 일때,  홀수 n에 대해서는 Jn = J , 여기서 n 은 임의의 정수이다.

따라서 J는 거듭 행렬(involutory matrix)이다. 즉, J-1 = J이다.
- J 의 조작은 n 이 홀수이면 1 이고, n 이 짝수 이면 0이다.

## 관련 행렬
- 교환 행렬은 가장 간단한 반대각선 행렬이다.
- 조건 AJ = JA를 만족하는 임의의 행렬 A는 중심대칭행렬 이라고한다.
- 조건 AJ = JAT를 만족하는 임의의 행렬 A는 반대각 대칭행렬이라고 말해진다.

## 같이 보기
- 역행렬
- 단위행렬